# 클러드노 에이던
클러드노 에이던(웨일스어: Clydno Eidyn)은 오늘날의 에딘버러 지역에 존재한 브리튼인의 소왕국 에이던의 왕이다. 6세기에 다스렸다.
할리 족보서들에서는 클러드노가 킨벨림(Cinbelim) 또는 컨벨런(Cynfelyn)의 아들이고, 킨벨림 또는 컨벨럼은 알트클리트 국왕 둠나괄 헨의 아들이라고 한다. 좀더 후기의 족보서인 『북방인의 계보』에는 조금 다른 버전이 전하는데, 여기서는 컨벨런이 클러드노의 조부이며, 그 가계는 코엘 헨을 조상으로 삼는다고 한다.
클러드노를 비롯한 북방 군주들이 오늘날의 북웨일스의 귀네드를 한 차례 공격했다는 이야기가 귀네드 측 기록인 『와운의 흑색서』에 남아 있다. 이 이야기에 따르면, 북방의 군주 가운에 하나였던 엘리디르 무언바우르(Elidir Mwynfawr)가 귀네드에서 살해되자 그 복수를 명목으로 알트클리트 국왕 러데르흐 하엘이 군사를 일으켰고 누드 하엘(Nudd Hael), 모르다브 하엘(Mordaf Hael)이라는 다른 두 왕과 함께 클러드노도 합류했다고 한다. 북방인들은 아르본을 노략질하고 불태우다가 룬 압 마엘군이 이끄는 귀네드군이 도착하자 패퇴했다.
클러드노의 이름은 프러데인섬의 13대 비보에서도 보이는데, 여기에 따르면 클러드노는 마술의 고삐를 소유했다고 한다. 이 고삐를 클러드노의 침대 발치에 못박아 두었는데, 클러드노가 원하는 말은 무엇이든 그 고삐에 매어져 발견되는 마술을 부리는 고삐라고 했다.
클러드노의 아들 커논 역시 웨일스 야사집들에서 두드러지게 나타나는 인물이다. 브리튼인들이 앵글인과 싸우다 처참하게 옥쇄한 카트라에스 전투의 유일한 생존자라던가(어 고도딘), 모르버드 페르흐 우리엔의 사랑을 구하기 위해 흑기사와 싸웠다던가(샘의 여인 오와인) 등의 이야기가 전한다.